# Uzvodno rijekom (2016.)
Uzvodno rijekom (En amont du fleuve), belgijsko-hrvatski film iz 2016. godine. Film je psihološka drama nagrađivane belgijske redateljice, producentice i scenaristice Marion Hänsel. U potpunosti je snimljen 2015. u Hrvatskoj uz rijeku Krku, u produkciji belgijske kuće Man’s Films i uz servisnu produkciju hrvatske kuće Kinorama.

## Sažetak
Dvojica polubraće pedesetogodišnjaka našli su se u Hrvatskoj igrom slučaja. Spojila ih je nedavna očeva smrt i donedavno donedavno nisu ni znali jedan za drugoga. Putujući po netaknutoj prirodi upoznaju se i zbližavaju te preispitujju neke osobne stavove i planove. Kroz film dvojica običnih ljudi pokazuju ponašanje u neobičnim situacijama.